# Glózik András
Glózik András (Mohora, 1936. július 31. – Nagymaros, 2017. december 19.) magyar állatorvos.

## Életútja
Általános iskolai tanulmányait Mohorán végezte. 1954-ben érettségizett a balassagyarmati gimnáziumban. Ezt követően az Állatorvostudományi Főiskola hallgatója volt, ahol 1959-ben szerzett diplomát.
1959 és 1971 között Balassagyarmaton állatorvos. 1971 és 1978 között a Nógrád megyei Állategészségügyi Állomáson igazgató, főállatorvos. 1978 és 1999 között dolgozott a Mezőgazdasági és Élelmezési Minisztériumban (1990-től Földművelődésügyi Minisztérium), az állat-egészségügyi és élelmiszer-ellenőrzési főosztály vezetőjeként.
Az MTA Állatorvostudományi Bizottságának az elnökhelyettese, a Környezet és Egészség Bizottság tagja volt. A Nemzetközi Állategészségügyi Hivatalnál a magyar kormány képviselőjeként dolgozott.
A Szarvasmarha-egészségtan (1983) és Az állategészségügy szervezése a mezőgazdasági üzemben (1985) című könyveknél lektorként működött közre.
Munkásságát Hutÿra Ferenc- és Marek József-emlékéremmel és Tolnay Sándor-díjjal ismerték el.

## Díjai, elismerései
- Hutÿra Ferenc-emlékérem
- Marek József-emlékérem
- Tolnay Sándor-díj (2005)